# Громовська Тетяна Григорівна
Тетяна Григорівна Громовська (нар. 23 липня 1967) — українська футболістка, захисниця. По завершенні футбольної кар'єри — футбольний функціонер. Майстер спорту. Занесена до книги рекордів України (глава «Спорт») як жінка-футболістка, яка зіграла найбільшу кількість матчів у чемпіонаті України.

## Клубна кар'єра
Тетяна народилася 23 липня 1967 року в смт Михайлівка, Запорізька область. У 1991 році взяла відпустку на роботі й відправилася до Луганська, де вмпадково потрапила на вечірнє тренування «Луганочки». Наступного дня звільнилася з роботи й почала займатися футболом. Виступала в останньому розіграші чемпіонату СРСР. У команді відіграла два сезони. На початку 1992 року на турнірі в Донецьку Тетяну помітив почесний президент «Донеччанки» Микола Якушев та запросив до своєї команди. Громовська пообіцяла приєднатися до складу донецького «Текстильника» по завершенні сезону, вирішивши дограти сезон 1992 року в «Луганочці». З 1993 року виступала в донецькому «Текстильнику» (згодом клуб неодноразово змінював назву). У складі команди відігала 24 сезони. П'ятиразова чемпіонка України, 4-разова володарка кубку України. У складі «Дончанки» зіграла близько 300 офіційних матчів, відзначилася понад 70-а голами. Наприкінці кар'єри в донецькому клубі окрім функцій гравця, виконувала також й тренерську роботу. Окрім роботив тренерському штабі першої команди, очолювала молодіжну команду «Донеччанки». У 2014 році, через російсько-сепаратиське вторгнення на Схід України, «Донеччанка» змушена була призупинити виступи в чемпіонаті України. Досвідчена захисниця майже місяць не тренувалася. Наприкінці сезону 2014 року отримала від клубу статус вільного агента. У перерві між виступами за «Донеччанку» встигла пограти за кордоном. Виступала в клубах з Молдови (з міст Тирасполь та Кишинів) та Азербайджану (Баку). Дворазова чемпіонка Молдови та володарка кубку цієї країни. У складі бакинського клубу виступала в кваліфікації жіночої ліги чемпіонів.
Наприкінці серпня 2014 року підписала контракт з «Тернополянкою», у новій команді Громовська повинна була стати граючим тренером команди й допомогти її головному тренеру Володимиру Левчуку вивести команду до Вищої ліги. Дебютувала за тернопільську команду 31 серпня 2014 року в нічийному (0:0) виїзному поєдинку 4-о туру Першої ліги проти ДЮСШ-3 (Івано-Франківськ). Тетяна вийшла на поле в стартовому складі та відіграла увесь матч. Дебютним голом за «Українку» відзначилася 12 жовтня 2014 року на 87-й хвилині (реалізувала пенальті) програного (1:2) домашнього поєдинку 8-о туру першої ліги проти івано-франківської «Ніки». Громовська вийшла на поле в стартовому складі та відіграла увесь матч. Допомогла команді вийти до Вищої ліги. У травні 2015 року зіграла 2 матчі, а 17 травня 2015 року в програному (1:5) домашньому поєдинку 4-о туру вищої ліги проти «Легенди» внаслідок грубої гри гравчині чернігівського клубу Таміли Хімич отримала важку травму (крововилив у суглоб, пошкодження бічних зв'язок колінного суглоба), через що залишилася поза футболом майже на два місяці. Після травми вперше на футбольне поле вийшла 1 серпня 2015 року в програному (0:3) домашньому поєдинку 10-о туру чемпіонату України проти «Житлобуду-1». Того сезону у складі «Українки» зіграла 7 матчів. Напередодні початку сезону 2016 року могла підписати контракт з клубом «Ятрань-Берестівець», проте до заявки клубу так і не потрапила.

## Кар'єра в збірній
З 2001 по 2002 рік викликалася до складу збірної України.

## Громадянська позиція
Незважаючи на те, що Громовська проживає в Тернополі, стоїть на проросійських позиціях. Зазаначає, що «головне, щоб на Донбасі був мир», винним у цьому конфлікті вважає «обидві сторони», але при цьому стверджує, що мешканці Сходу хотіли більшої самостійності — «дайте і ніяких проблем би не було, ніхто ж на початку конфлікту не ставив питання про відділення від України». Також вважає, що «масла у вогонь підкинуло мовне питання».

## Досягнення
«Донеччанка»
- Вища ліга чемпіонату України
  -  Чемпіон (5): 1994, 1995, 1996, 1998, 1999
  -  Срібний призер (2): 2000, 2001
  -  Бронзовий призер (6): 1997, 2002, 2003, 2012, 2013

- Кубок України
  -  Володар (4): 1994, 1996, 1998, 1999
  -  Фіналіст (4): 1995, 1997, 2001, 2012

Молдова
- Чемпіонат Молдови
  -  Чемпіон (2): 1999, 2000

- Кубок Молдови
  -  Володар (1): 2001